# Lomtjärnen (Idenors socken, Hälsingland)
Lomtjärnen är en sjö i Hudiksvalls kommun i Hälsingland och ingår i Harmångersån-Delångersåns kustområde.